# Liste der Kinos in Berlin-Zehlendorf
Die Liste der Kinos in Berlin-Zehlendorf gibt eine Übersicht aller Kinos, die im heutigen Berliner Ortsteil Zehlendorf existiert haben und noch existieren. Als einziges Kino in Zehlendorf ist noch das Bali in Betrieb.
Die Liste wurde nach Angaben aus den Recherchen im Kino-Wiki aufgebaut und mit Zusammenhängen der Berliner Kinogeschichte aus weiteren historischen und aktuellen Bezügen verknüpft. Sie spiegelt den Stand der in Berlin jemals vorhanden gewesenen Filmvorführeinrichtungen als auch die Situation im Januar 2020 wider. Danach gibt es in Berlin 92 Spielstätten, was Platz eins in Deutschland bedeutet, gefolgt von München (38), Hamburg (28), Dresden (18) sowie Köln und Stuttgart (je 17). 
Gleichzeitig ist diese Zusammenstellung ein Teil der Listen aller Berliner Kinos und der Ortsteillisten.
| Name/Lage                              | Adresse              | Bestand   | Beschreibung |
| -------------------------------------- | -------------------- | --------- | --- |
| Bali (Lage)                            | Teltower Damm 33     | seit 1946 | Das Bali (Bahnhofslichtspiele) befindet sich in dem ehemals als Wintergarten genutzten Anbau des um 1900 errichteten Burg Hotels. In den 1920er Jahren wurde der Saal als Tanzpalast genutzt, seit 1946 ist es ohne Unterbrechung Kino. Es entstand schon 1946, als russische Soldaten in dem ehemaligen als Tanzsaal genutzten Anbau des um 1900 errichteten Burg Hotels eine Projektionsanlage zurückließen und die Chance genutzt wurde, in den Räumlichkeiten ein Lichtspieltheater zu eröffnen. Bis Anfang der 1970er Jahre war das Bali ein unauffälliges Kino ohne ein eigenständiges Programmprofil. Einen wirklich eigenen Charakter erhielt es erst 1973, als Manfred Salzgeber, der Mitbegründer des Arsenals, das Kino übernahm. Unter seiner Regie wurde das Bali nach eigener Aussage zum „Außenposten des Politkinos der Bundesrepublik und West-Berlin“. Seit 1978 betreibt Helgard Gammert das Kino.[veraltet] |
| Elfi-Lichtspiele (Lage)                | Teltower Damm 216    | 1952–1969 | Das 1952 eröffnete Elfi am Teltower Damm konnte sich nur bis in die 1960er Jahre halten, da nach dem Mauerbau 1961 die Zuschauer aus dem Kreis Teltow, dem Haupteinzugsbereich des Kinos, ausblieben. 1969 soll das Kino geschlossen worden sein. Der Saalbau hinter einer Osteopathie-Praxis wird seit 1995 von einer Ballettschule als Tanzsaal genutzt. „1951 Eröffnung: Elfi-Lichtspiele, Berlin-Zehlendorf, Teltower Damm 216. 300 Plätze. Architekt: V. Bunikowski. Kinotechnische Ausrüstung: Klangfilm-GmbH, Berlin.“ (aus: Die Filmwoche 3/1952) |
| Onkel-Tom-Kino (Lage)                  | Wilskistraße 47b     | 1934–1968 | Das Kino wurde 1933/1934 am U-Bahnhof Onkel Toms Hütte in einer Ladenzeile errichtet. Nachdem das Kino acht Jahre von der amerikanischen Besatzungsmacht beschlagnahmt war, wurde es 1953 durch den Architekten Hans Bielenberg umgestaltet. Eine Neuheit für Berlin stellte die Polychord-Kinoorgel dar. Das Kino war von 1935 bis 1968 in Betrieb und wird heute als Supermarkt genutzt. Der Eingang befand sich an der Onkel-Tom-Straße, die Postadresse lautete jedoch Wilskistraße 47b (Ladenstraße Süd). Kurt Jachwitz war dort anfangs Filmvorführer. „Mitten in der unterirdischen Ladenstraße, die die U-Bahn-Station Onkel Toms Hütte, Berlin-Zehlendorf, flankiert, liegt das Onkel-Tom-Kino, das von Fritz Staar im Jahre 1934 erbaut wurde. 1945 wurde es von der amerikanischen Besatzungsmacht beschlagnahmt und vor kurzem wieder an seinen Besitzer zurückgegeben. Dieser hat es durch den Architekten Hans Bielenberg völlig neu gestalten lassen. Der Theaterraum wurde modernisiert, die Wände erhielten eine Holztäfelung. Beleuchtung und Entlüftung sind vollkommen erneuert. Dem Auge bietet sich ein angenehmer Anblick, wohin es auch schaut. ‚Mit der U-Bahn ins Parkett‘ – dieses populäre Schlagwort hat nun wieder seine Berechtigung, nachdem ‚Uncle Sam‘ dem vertrauten ‚Onkel Tom‘ gewichen ist Eine besondere Überraschung präsentiert Fritz Staar, der am Tage der Wiedereröffnung seines Hauses in aller Rüstigkeit seinen 76. Geburtstag feiern konnte, mit der aus Dachau gelieferten ersten und einzigen Polychord-Kino-Orgel, auf der vor jeder Vorstellung der vom Rundfunk bekannte Bill Norman einen musikalischen Querschnitt durch den Hauptfilm des Abends gibt. Diese musikalische Zugabe erfreut sich bereits heute beim Publikum großer Beliebtheit. Fritz Staar hat nun wieder vier Lichtspielhäuser in Betrieb, außer dem Onkel-Tom-Kino die Arkadia-Lichtspiele in Wilmersdorf, das Lumina-Filmtheater in Schlachtensee, die Meraner Lichtspiele in Schöneberg und ist Miteigentümer der Firma Maxim-Filmtheater in Neukölln. Der Titel des Eröffnungsprogramms im ‚Onkel Tom‘ war symbolisch: ‚Vergiß die Liebe nicht‘“. (aus: Der neue Film41/1953) |
| Panorama (Lage)                        | Sundgauer Straße 83  | 1954–1977 | Das Panorama II wurde 1954 vom Architekten Gerhard Fritsche erbaut und war bis 1977 in Betrieb. Der Kinosaal wurde noch im gleichen Jahr abgerissen. Später wurde dort ein Supermarkt errichtet. „Kurz nach ihrem Haus in Neukölln eröffneten die Filmtheaterbetriebe Dr. Seifert als drittes Unternehmen ein Panorama in Zehlendorf, Sundgauer Straße 83 / Ecke Berliner Straße, für dessen Planung und Erstellung die gleichen Konstrukteure und Firmen eingesetzt wurden. CinemaScope-Premiere mit ‚Inferno‘.“ (aus: Der neue Film 91/1954) |
| Primus-Palast (Lage)                   | Berliner Straße 8    | 1949–1969 | Als Etablissement Lindenpark wurde der Primus-Palast 1906 erbaut. Vor dem Zweiten Weltkrieg war er als Künstler- und Theaterhaus bekannt, 1945 eröffnete dort das erste Nachkriegstheater Berlins (Jürgen-Fehling-Theater), der Palast war kurzzeitig Dependance des Deutschen Theaters, auch Gustaf Gründgens spielte dort. In den 1950er Jahren setzte der Niedergang des Saalbaus ein. Anfangs wurde er noch als Kino (1949–1969) genutzt. Bis 1999 war er Lagerhaus eines Blumenhändlers. Der Bezirk bemühte sich zehn Jahre um eine Wiederbelebung der kulturellen Nutzung, allerdings fehlte das Geld. Alle Bemühungen, das Haus zum offiziellen Verkehrswert zu verkaufen, scheiterten, sodass das Gebäude 2004 in den Liegenschaftsfonds überging. Die neuen Besitzer investierten eine Million Euro in die Wiederherstellung des historischen Saals. Durch eine Zwischendecke wurde der Saal geteilt, im Parkett zog ein Getränkehandel ein. 2008 wurde der Sallbau erneut renoviert. Seit 2009 kann man ihn als Eventlocation mieten. Das Gebäude ist ein gelistetes Baudenkmal. |
| Rathaus Lichtspiele (Lage)             | Teltower Damm 18     | 1943–1958 | Im Zweiten Weltkrieg wurde das Zeli (Kino Zehlendorfer Lichtspiele) teilweise zerstört, der Kinobetrieb wich deshalb 1943 in den Bürgersaal des Rathauses aus und etabliert sich dann dort bis 1958 als Rathaus Lichtspiele. Im Zehlendorfer Rathaus befindet sich das Bürgeramt und der Bürgersaal, der zeitweise als Kino diente und nun für Veranstaltungen gemietet werden kann. Das Gebäude ist ein gelistetes Baudenkmal. |
| Zeli (Zehlendorfer Lichtspiele) (Lage) | Potsdamer Straße 50a | 1918–1972 | Das Zeli in der Potsdamer Straße 50a eröffnete 1918 als erstes Kino Zehlendorfs. Im Krieg wurde das Zeli teilweise zerstört, der Kinobetrieb wich deshalb 1943 zeitweise in den Bürgersaal des Rathauses aus und etablierte sich dort bis 1958 als Rathaus Lichtspiele. Das traditionsreiche Zeli stellte den Spielbetrieb 1972 ein. Danach zog ein Autohaus in die ehemaligen Kinoräume. Das Kino befand sich im Tanzsaal des Lokals Kaiserhof an der Ecke Potsdamer Straße/Königstraße am heutigen Sderotplatz. 1975–1980 wurde das Grundstück Zeli-Eck neu gestaltet. Der alte Kaiserhof ist nur noch teilweise vorhanden, der Saalbau wurde im Zuge der Umgestaltung jedoch ganz abgerissen. Nur die Kaiserhof-Apotheke erinnert mit ihrem Namen an den Kaiserhof. |
| Zinnowwald-Lichtspiele (Lage)          | Wilskistraße 78–80   | 1947–1958 | Das Kino befand sich von 1947 bis 1957 in der Zinnowwald-Schule, die 1929–1932 als Volksschule erbaut worden war. Die denkmalgeschützte Aula ist zentraler Ort des Schullebens und wird für Theater-, Musik- und Kinoveranstaltungen genutzt. Im Oktober 2011 wurde der Vorführraum hinter der Aula der Zinnowwald-Schule wieder hergerichtet. Im Vorführraum standen zwei 35 mm Askania Projektoren AP XII von 1957, die 1958 eingebaut wurden. (Normalbild und 1:1,85) Im Dezember 2011 fand die erste Vorstellung mit den Original-Projektoren (und Kohlebogenlampen) statt. Das Denkmalamt spricht von einer Laufzeit der Zinnowwald-Lichtspiele von 1943 bis 1953 als öffentliches Kino. Das Gebäude ist ein gelistetes Baudenkmal. „1952 erbte Myriam Krytzki die Mila-Lichtspiele von ihrer Mutter. Bereits 1961 wurde sie durch die Regierung der DDR enteignet, so dass Eugen und Myriam Krytzki nun auch in den Westen übersiedelten und zusammen mit ihren beiden Schwestern (Hamida Soliman) die Zinnowwald-Lichtspiele und Wannsee Lichtspiele weiter führten. Bereits 1958 wurden sie aus wirtschaftlichen Gründen zuerst zur Aufgabe der Zinnowwald-Lichtspiele gezwungen und mit dem großen Kinosterben Ende der 1960er Jahre versiegte die familiäre Tradition endgültig.“ (aus Hamidas Lied: Die 100 Jahre einer Muslimin in der Spree. FU Berlin Institut für Religionswissenschaft) |